# Dmitrij Gulia
Dmitrij Gulia (abchaski Дырмит Иасыф-иҧа Гәлиа, ros. Дмитрий Иосифович Гулиа, ur. 9 lutego 1874 w Uarczy w pobliżu Suchumi, zm. 7 kwietnia 1960 w Agudzerze) – abchaski pisarz.
Był promotorem języka i kultury abchaskiej. W 1892 roku opracował, wraz z Konstantinem Machavarianim, nową wersję alfabetu abchaskiego. Zbierał i dokumentował lokalne baśnie i legendy. Opublikowane przez niego w 1907 roku Abchaskie przysłowia zagadki i łamańce językowe oraz Poematy i czastuszki (1912) uważa się za początek abchaskiej literatury narodowej.
W latach 1919–1920 pracował jako redaktor w założonym przez siebie czasopiśmie Apsny, pierwszej gazecie wydawanej w języku abchaskim. Pierwszym oryginalnym utworem epickim w tym języku, była opublikowana tam nowela jego autorstwa zatytułowana Pod obcym niebem.  
Gdy, w 1921 roku, powstała Abchaska Socjalistyczna Republika Radziecka, Dmitrij Gulia zajął się działalnością teatralną, zakładając pierwszą abchaską amatorską grupę teatralną. W latach 1924–1926 wykładał na Tbiliskim Uniwersytecie Państwowym. Publikował, utwory poetyckie, a także prozę i utwory dramatyczne. W 1925 roku wydał pierwszy tom Historii Abchazji. Przekładał też na język abchaski liczne klasyczne utwory literackie.